# Požeženo
Požeženo (cyr. Пожежено) – wieś w Serbii, w okręgu braniczewskim, w gminie Veliko Gradište. W 2011 roku liczyła 650 mieszkańców.